# ウォーリーズ・カフェ
ウォーリーズ・カフェ（Wally's Cafe）は、アメリカ合衆国マサチューセッツ州ボストンのサウス・エンド(South End)にある、継続的に経営されているものとしては最も古い部類に入るジャズ・クラブ。近くのバークリー音楽大学出身者を含め、ボストン近郊の多数のミュージシャンにとって、本拠地となってきた。
ウォーリーズは、バルバドス出身で、1910年にアメリカ合衆国へ移民した、ジョセフ・L・ウォルコット(Joseph L. Walcott)によって創業された。（移民管理局が置かれていた）エリス島にたどり着いた後、通称「ウォーリー (Wally)」で知られていたウォルコットは、いち早く数年前にボストンへ移民していた兄に合流した。ウォーリーは様々な仕事をして資金を貯め、1947年に、自分の店「ウォーリーズ・パラダイス(Wally's Paradise)」を、マサチューセッツ・アベニュー428番地(428 Massachusetts Avenue)で開業した。ウォーリーは、ニューイングランド初の、アフリカ系アメリカ人のナイトクラブ・オーナーであった。彼は新しい演奏者を町に紹介し、彼の店には熱心なジャズ愛好家が当時の有名バンドを見に押し掛けるようになった。
やがて1960年代になり、ビッグバンドの時代は去って行った。ウォーリーは、バークリー音楽大学をはじめ、ボストン音楽院やニューイングランド音楽院など、優れた音楽学校に通う若いミュージシャンを出演させて、ジャズへの取り組みを続けた。ウォルコットは、若い学生ミュージシャンを雇い、年季が入ったビッグバンド時代のベテランであるプロたちと共演させた。こうした共演は特別なものであり、この形態のおかげで、ウォルコットはジャズ好きのニューイングランドの聴衆に、奉仕し続けることができた。
1979年、ウォーリーは、それまでのマサチューセッツ・アベニュー428番から、通りの向かい側の427番地にある現在の場所へと移転した。ウォーリーズ・カフェは、今では年中無休で生演奏を提供している。ここで演奏するミュージシャンの多くはプロであるが、現在もウォーリーズは、以前と同様に、学生たちに出演機会を提供して腕を磨かせている。
1998年にウォーリーが101歳で亡くなった後は、3人の子どもたちが店を引き継いだ。現在も、ウォルコットの娘エリノア(Elynor)と、3人の孫息子ポール(Paul)、フランク(Frank)、ロイド(Lloyd)のポインデクスター(Poindexter)家による、家族経営が続いている。
2009年1月30日、ボストニアン協会(The Bostonian Society)は、この建物に歴史的ランドマークとしてのプラークを設置した。